# 八里湾镇 (甘谷县)
八里湾镇，是中华人民共和国甘肃省天水市甘谷县下辖的一个乡镇级行政单位。
2016年，甘肃省民政厅批复同意撤销八里湾乡，设立八里湾镇。

## 行政区划
八里湾镇下辖以下地区：
魏家岔村、上坪村、马家岘村、红土坡村、嘴头村、冯坡村、阴湾村、张家庄村、马耳峪村、中岔村、金岘村、八里湾村、赵家湾村、寨子山村、谢家局村、谢家沟村、椿树岘村、唐家湾村、徐家岔村、张家坪村、大塔坪村、上岔村、王家沟村、金家湾村、杨家沟村、城峪沟村和陡湾村。